# Stefano Cassarà
Stefano Cassarà (Palermo, 12 mei 1966) is een voormalig voetbalscheidsrechter uit Italië, die actief was op het hoogste niveau van 1999 tot 2007. Cassarà maakte zijn debuut in de hoogste afdeling van het Italiaanse profvoetbal (Serie A) op 23 januari 2000 in de wedstrijd Udinese–Venezia (5–2). Hij floot in totaal 31 wedstrijden in de Serie A en exact 100 duels in de Serie B.